# Ana Martínez Collado
Ana Luisa Martínez-Collado Martínez (Madrid, 13 de diciembre de 1961) es una profesora española Catedrática de Estética y Teoría del Arte, especializada en estudios de género en relación con las prácticas artísticas contemporáneas y las nuevas tecnologías. También ha ejercido como crítica de arte y comisaria de diversas exposiciones. Es creadora del espacio en línea "Estudios online sobre arte y mujer", dedicado a analizar la producción artística y teórica del arte feminista actual.
Fundadora y directora del Archivo Ares, Estéticas, identidades y prácticas audiovisuales en España, dentro de los proyectos de I+D+i ARES: Archivo y estudio crítico de las prácticas artísticas audiovisuales en el arte español. Identidad y nuevos medios y EShID. Estéticas híbridas de la imagen en movimiento. Videoarte español y dinámicas identitarias en el mapa global.
También dirigió los proyectos en línea pioneros a finales de los noventa y principios de los 2000 sobre feminismo y nuevos medios Estudios online sobre arte y mujer (1997) y Cyberfem. Feminismos en el escenario electrónico (2006). En el año 2022 obtiene la Cátedra de Estética y Teoría de las Artes en la Universidad de Castilla-La Mancha (UCLM).

## Trayectoria
Ana Martínez-Collado es Doctora en Filosofía y Letras por la Universidad Autónoma de Madrid (1993, título de la tesis: Ramón Gómez de la Serna:una teoría personal del arte). Ha sido Profesora Titular en la Facultad de Bellas Artes de la Universidad de Castilla-La Mancha en Cuenca desde 1997, de la que fue Vicerrectora. Desde 2022 es Prof. Catedrática de Estética y Teoría de las Artes en la misma universidad, siendo la cuarta mujer en alcanzar dicho cargo en esa área en toda España, tras Francisca Pérez-Carreño, Rosalía Torrent y Rocío de la Villa. Especialista en estudios de género en relación con las prácticas artísticas contemporáneas y nuevas tecnologías y socia de MAV desde su fundación en 2009.
Pionera en investigación sobre los Estudios Visuales junto a José Luis Brea, y el ciberfeminismo, en el año 1996 junto a la profesora Ana Navarrete organizó el curso de verano "Feminismo y crítica cultural en las artes visuales". Así mismo, dirigió el espacio en línea "Estudios online sobre arte y mujer" donde se incluyeron el análisis y la traducción de textos y obras convertidas años después en clásicos del ciberfeminismo.
Ha dirigido diversos programas de Doctorado y seminarios sobre la relación entre el feminismo y las prácticas artísticas. Entre ellos podemos destacar el seminario “Políticas de géneros” que tuvo lugar en 1996 en la Universidad de Castilla-La Mancha o “Cybermundos y cybergéneros. Los sujetos frente al mundo digital”, en el Departamento de Escultura de la Facultad de Bellas Artes de Valencia en el año 2002.
Desde 1997 es la responsable del Grupo de Investigación consolidado "Cultura visual y políticas de identidad", con el fin de visibilizar las líneas de trabajo en torno a las representaciones identitarias en la cultura de la imagen contemporánea, entre los que participan la periodista Montserrat Boix. Se trata del primer grupo de investigación creado en la Facultad de Bellas Artes de la Universidad de Castilla-La Mancha, único activo desde ese 1997, con lo que adquiere así su condición de consolidado. Actualmente lo integran también las artistas Cabello/Carceller y Laura Torrado.
En 2005 publicó el libro Tendenci@s. Perspectivas feministas en el arte actual (Cendeac, Murcia), por el que recibió el Premio Espais a la creación y a la crítica de arte 2006 en la Fundació Espais d'art Contemporani de Girona.
En 2006 comisarió la exposición Cyberfem. Feminismos en el escenario electrónico para el Espai d’Art Contemporani de Castelló, en la que participaron artistas como Prema Murthy, Coco Fusco, Dora García, Shu Lea Cheang, Deb King, Eva Wohlgemuth, Marina Grzinic o Aina Smid.
De 2008 a 2010 desarrolló el proyecto I+D+I "Tecnologías de la Sociedad de la Información aplicadas a los estudios de género y las prácticas artísticas y de producción visual activistas y feministas" junto a Ana Navarrete como investigadoras principales, y fue coordinadora del Master de investigación en prácticas artísticas y audiovisuales de la Facultad de Bellas Artes de Cuenca. Además, ha participado en diversos proyectos de investigación sobre arte y nuevos medios y actualmente participa en el proyecto  “La transformación de las prácticas artísticas en la sociedad del conocimiento”. También fue coordinadora del área Visualidad e Identidad en el I Congreso Internacional de Estudios Visuales.
En abril de 2015 organiza el encuentro Emociones: taller audiovisual en la Facultad de Bellas Artes de Cuenca (UCLM), y los trabajos audiovisuales resultantes fueron expuestos tanto en la sala de exposiciones de la facultad como de manera digital. En octubre de 2016 participa junto a José Luis Panea en el encuentro La Situación 2016. Arte por-venir, organizado por Raúl Hidalgo, José Antonio Sánchez, Alberto López Cuenca y Javier Baldeón.
El 20 de mayo de 2017 presentó en la Biblioteca de La Central del Museo Nacional Centro de Arte Reina Sofía (Madrid), el libro editado junto a José Luis Panea, Secuencias de la experiencia, estadios de lo visible. Aproximaciones al videoarte español, fruto del Proyecto de Investigación ARES en colaboración con la Facultad de Bellas Artes de Cuenca. Participó en dicho libro Rocío de la Villa, Menene Gras, Susana Blas, Carlos TMori, Josu Rekalde, Gabriel Villota, Elvira Burgos, Juan Guardiola, Pedro Ortuño, Virginia Villaplana Ruiz, Héctor Sanz Castaño, Salomé Cuesta, Bárbaro Miyares y José Luis Panea.
Del 29 de noviembre al 1 de diciembre de 2017 dirigió el seminario "Secuencias de la experiencia. Dinámicas identitarias a través del videoarte en España", junto a Carlos TMori y José Luis Panea, celebrado en la Sala El Águila - Archivo Regional de la Comunidad de Madrid.
Del 17 al 20 de abril de 2018 impartió la conferencia “Estética y feminismos en el arte contemporáneo. Conversación crítica y diálogo” en el XVIII Seminario de Historia de la Filosofía española e iberoamericana: "Estética y filosofía en el mundo hispánico", celebrado en la Facultad de Filosofía de la Universidad de Salamanca.
En 2019 publica el artículo "El archivo de vídeo ARES. Supuestos metodológicos de un proyecto de investigación en el ámbito universitario: archivar, cartografiar y afectar", en la revista Arte, individuo y sociedad.
Del 12 al 13 de noviembre de 2020 dirigió junto a Antonio Notario Ruiz y José Luis Panea el "I Congreso Internacional Estéticas híbridas de la imagen en movimiento", en el que participaron autores de reconocido prestigio como Caroline Bainbridge, Menene Gras, Fernando Pereira, Sally Gutiérrez, Javier Panera Cuevas o José Luis Molinuevo y artistas como Marc Larré, Regina de Miguel, Olalla Gómez Valdericeda, Manuel Onetti, Rogelio López Cuenca y Ana Esteve Reig.
Como crítica de arte publica habitualmente en revistas nacionales y forma parte de los consejos de redacción de la revista Acción Paralela, Artszin y Estudios Visuales. También ha escrito sobre la obra de artistas contemporáneos y artículos para diferentes catálogos.

## Publicaciones
- Una teoría personal del arte: antología de textos de estética y teoría del arte (1988)[38].
- La complejidad de lo moderno. Ramón y el arte nuevo (1997)[39].

- Tendenci@s. Perspectivas feministas en el arte actual (2005)[40].
- Secuencias de la experiencia, estadios de lo visible. Aproximaciones al videoarte español (2017).[41]
- Archivo ARES: Estéticas, identidades y prácticas audiovisuales en España (2022).[42]

### Ensayos y capítulos de libro
- “Opciones e intereses: Hacia una teoría crítica”, en Tomas de partido. Desplazamientos, Ed. Montesquiu, Gerona, 1995.
- "Marisa González: Sueños rotos, silencios rotos", Catálogo de la exposición, con textos de Marisa González y Menene Gras, Galería Vanguardia, Bilbao, 1995.[43]
- "Cyberfeminismo: tecnología, subjetividad y deseo", en Miradas sobre la sexualidad en el arte y la literatura del siglo XX en Francia y España, Universitat de València, Valencia, 2001, pp. 217-228.[44][45]
- “Identidad(es) cyborgs: políticas feministas de la visualidad”, en Fugas subversivas, Universidad de Valencia, 2005.
- "Investigaciones en el espacio de la representación: no lugares ajenos a la melancolía", en Gonzalo Puch: La casa del meteorólogo. Catálogo de exposición. Ediciones Universidad de Salamanca, Salamanca, 2008, pp. 7-36.[46]
- "Narraciones/visibilizaciones de la diferencia en la cultura de la Interfaz", en Estética: Perspectivas contemporáneas. Salamanca: Universidad de Salamanca, 2008, pp. 89-128.
- "Políticas de la visión. "Desterritorializaciones" del género, de la violencia y del poder", en Filosofía e(n) imágenes: interpretaciones desde el arte y el pensamiento contemporáneos, coord. por Ana García Varas, Diputación Provincial de Zaragoza, Institución "Fernando el Católico", Zaragoza, 2012, pp. 71-84[47]
- “Una apuesta comprometida: reescribir e investigar desde una perspectiva de género el discurso de la historia del arte contemporáneo”, M-ARTE Y CULTURA VISUAL, Edición Especial 5 años (2012-2017), MAV-Mujeres en las Artes Visuales, Madrid, 2017, pp. 136-139.[48]
- "Perspectivas feministas en la teoría estética contemporánea. Experiencia, arte y sociedad", en Estética y filosofía en el mundo hispánico: Actas del XVIII Seminario de Historia de la Filosofía Española e Iberoamericana, coord. por Roberto Albares Albares yDomingo Hernández Sánchez, Luso-española de ediciones, Salamanca, 2022, pp. 57-77.[49]

### Artículos
- "Tecnología y construcción de la subjetividad. La feminización del Cyborg", en Acción paralela, nº 5, 2000, pp. 105-116.[50]
- “Subjetividad y tecnología en el arte contemporáneo hecho por mujeres. Compromiso en “lo real” y por la diferencia”, Revista Debats, nº 76, Institució Alfons el Magànim-Valencia, Valencia, 2002.[51]
- "Prácticas artísticas y activistas feministas en el escenario electrónico. Transformaciones de género en el futuro digital", Asparkia. Investigació feminista, nº 22, 2011, pp. 99-114.[52]
- "Arte contemporáneo, violencia y creación feminista. 'Lo personal es político' y la transformación del arte contemporáneo", Dossiers feministes, nº 18, 2014, pp. 35-54.[53]
- "El archivo de vídeo ARES. Supuestos metodológicos de un proyecto de investigación en el ámbito universitario: archivar, cartografiar y afectar", Arte, individuo y sociedad, nº 31(4), 2019, pp. 931-949.[35]
- "Estéticas feministas y prácticas artísticas audiovisuales en España. Intervenir en la memoria, sentir el presente, impulsar el futuro", Arte y políticas de identidad, nº 25, 2021, pp. 246-276.[54]